# Nigel Olsson
Nigel Olsson (ur. 10 lutego 1949 w Wallasey) – brytyjski perkusista i wokalista. Współpracował m.in. z takimi wykonawcami jak: Elton John, Dee Murray, Davey Johnstone, Ray Cooper, Gus Dudgeon, Richie Zito, Leland Sklar, Dean Parks, Steve Cropper, Caleb Quaye, Jim Horn, B.J. Cole, Liza Strike, David Hentschel, James Newton-Howard, Dave Wintour, Bruce Johnston, David Foster, Jeff Porcaro, The Spencer Davis Group, Uriah Heep, The Big Three, Plastic Penny, Long John Baldry, Eric Carmen, Barbi Benton, Mike Hurst, Kiki Dee, Randy Edelman, Michel Polnareff, The Who, Jimmy Webb, Rod Stewart, Neil Sedanka, Leo Sayer oraz Barry Manilow. Muzyk prowadzi także solową działalność artystyczną.
Nigel Olsson jest endroserem instrumentów firm DW Drums, Paiste, Remo oraz Vic Firth.

## Filmografia
- "Elton John Bernie Taupin Say Goodbye Norma Jean and Other Things" (1973, film dokumentalny, reżyseria: Bryan Forbes)[7]